# Marshall Brickman
Marshall Brickman (* 25. August 1941 in Rio de Janeiro; † 29. November 2024) war ein US-amerikanischer Drehbuchautor, Filmregisseur und Oscar-Preisträger. In Deutschland ist er vor allem durch seine Zusammenarbeit mit Woody Allen bekannt geworden.

## Leben
Nach dem Besuch der University of Wisconsin–Madison wurde er 1962 Mitglied der Folkmusic-Gruppe The Tarriers. Nach deren Auflösung schloss er sich 1964 der Gruppe The New Journeymen mit John Phillips und Michelle Phillips an, die später mit The Mamas and the Papas Karriere machten. Ab Mitte der 1960er-Jahre begann seine Tätigkeit als Drehbuchautor, zunächst für das Fernsehen. In dieser Zeit entwickelte sich der Kontakt zu Woody Allen, mit dem er bei mehreren Filmen zusammenarbeitete, z. B. Der Schläfer und Der Stadtneurotiker. Für diesen Film erhielt er zusammen mit Allen den Oscar für das beste Originaldrehbuch.
In den 1980er-Jahren führte Brickman Regie bei einigen Filmen, die nach eigenen Drehbüchern entstanden, und schrieb dann wieder das Drehbuch für Manhattan Murder Mystery, einen weiteren Film von Woody Allen.
Zusammen mit Rick Elice schrieb er 2005 das Musical Jersey Boys, das sich der Geschichte der Musikgruppe The Four Seasons widmet.

## Filmografie (Auswahl)
- 1973: Der Schläfer (Sleeper)
- 1977: Der Stadtneurotiker (Annie Hall)
- 1978: Manhattan
- 1979: Simon, der Außerirdische (Simon) (auch Regie)
- 1983: Lovesick – Der liebeskranke Psychiater (Lovesick) (auch Regie)
- 1986: The Manhattan Project (auch Regie)
- 1991: For the Boys – Tage des Ruhms, Tage der Liebe (For the Boys)
- 1992: Manhattan Murder Mystery
- 1993: Begegnungen – Intersection (Intersection)
- 2014: Jersey Boys

## Auszeichnungen
- 1977: Los Angeles Film Critics Association Award für Der Stadtneurotiker (Kategorie: Bestes Drehbuch)
- 1977: National Society of Film Critics Award für Der Stadtneurotiker (Bestes Drehbuch)
- 1977: New York Film Critics Circle Award für Der Stadtneurotiker (Bestes Drehbuch)
- 1978: Preis der Writers Guild of America für Der Stadtneurotiker (Bestes Originaldrehbuch für eine Kinokomödie)
- 1978: Oscar für Der Stadtneurotiker (Beste Originaldrehbuch)
- 1978: British Academy Film Award für Der Stadtneurotiker (Bestes Drehbuch)
- 1980: Oscar-Nominierung für Manhattan (Bestes Originaldrehbuch)
- 1980: British Academy Film Award für Manhattan (Bestes Drehbuch)
- 2006: an McLellan Hunter Award der Writers Guild of America